# Wilhelmine-Louise de Hesse-Darmstadt
Ne doit pas être confondu avec Wilhelmine de Hesse-Darmstadt.
Wilhelmine-Louise de Hesse-Darmstadt (en allemand : Wilhelmina Luisa von Hessen-Darmstadt) puis grande-duchesse de Russie sous le nom de Natalia Alexeïevna (en russe : Наталья Алексеевна), née le 25 juin 1755 à Prenzlau et morte le 15 avril 1776 à Saint-Pétersbourg, est une princesse de Hesse-Darmstadt, devenue par son mariage en 1773, grande-duchesse de Russie.

## Famille
Elle est le cinquième enfant et la quatrième fille de Louis IX de Hesse-Darmstadt et de son épouse Caroline Henriette de Deux-Ponts-Birkenfeld.

## Biographie

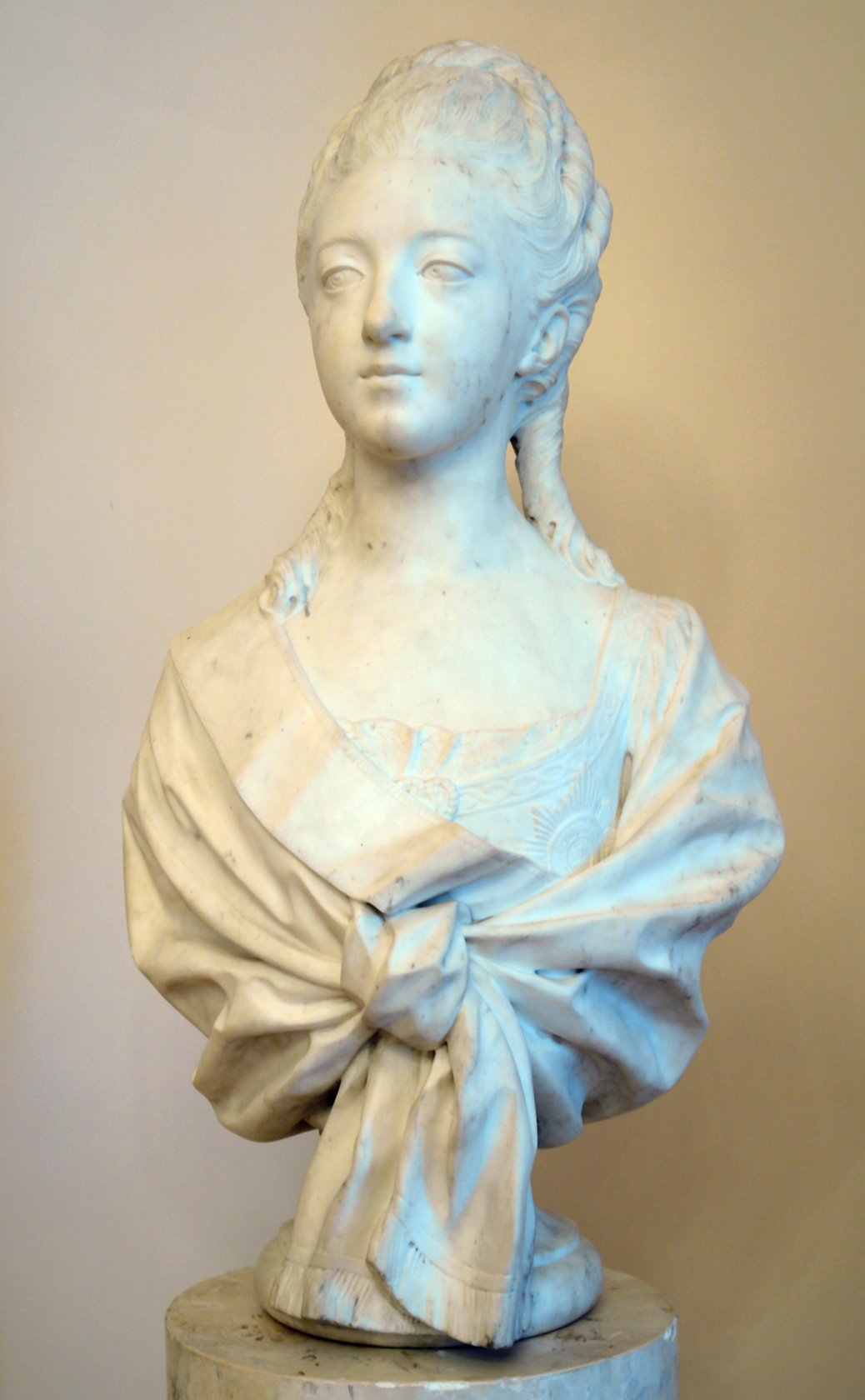
Buste en marbre de la grande-duchesse Natalia Alekseïevna, une œuvre de Marie-Anne Collot, Palais Mikhaïlovsky

Née Augusta Wilhelmina Louisa de Hesse-Darmstadt le 25 juin 1755 au sein d'une famille de huit enfants. La jeune fille, dotée d'une intelligence exceptionnelle et d'un caractère fort et passionné, est éduquée sous la stricte surveillance de sa mère, femme instruite. Les écrivains Johann Wolfgang von Goethe et Johann Gottfried von Herder fréquentent le château du landgrave de Hesse-Darmstadt.

### Projet de mariage
En 1772, le tsarévitch Paul Petrovitch atteint ses dix-huit ans et sa mère, l'impératrice Catherine II, se met en quête d'une épouse convenable pour lui. Elle se tourne alors vers Frédéric II de Prusse qui songe aux trois filles non mariées du landgrave Louis IX de Hesse-Darmstadt. Le landgrave est officier dans l'armée Prussienne et s'occupe avec un soin particulier de ses régiments. La landgravine est la seule femme à laquelle le misogyne roi de Prusse témoigne de l'estime. Afin de prendre sa décision, l'impératrice invite la landgravine  à se rendre en Russie avec ses trois filles  Amélie, 18 ans, Wilhelmine-Louise, 17 ans, et Louise, 15 ans. La landgravine ne saurait refuser un tel honneur et un avenir brillant pour ses filles. D'autant que ce mariage en entraînera d'autres.Négligeant les risques et les fatigues d'un si long périple, la landgravine prépare ses filles à paraître devant Catherine qui, avant d'être l'impératrice de toutes les Russies fut aussi une princesse Allemande de second rang. En hâte, les trois princesses perfectionnent leur français, travaillent la danse, apprennent à faire de profondes révérences et complètent leur garde-robe.
Après une première étape à Berlin, où elles sont reçues par le roi, les princesses embarquent sur une frégate à la tête d'une flottille dépêchée par la Grande Catherine, sous le commandement d'Andreï Razoumovski, meilleur ami du tsarévitch Paul. Le jeune commandant est immédiatement captivé par le charme des trois princesses et son attirance se dirige plus particulièrement vers la jeune Wilhelmine-Louise qui, de son côté, ne demeure pas insensible au charme du jeune homme. Deux jours après leur arrivée en Russie, le 15 juin 1773, la princesse et ses deux sœurs sont réunies à Gatchina, où le tsarévitch la choisit pour future épouse. Le 25 juin, la mère et ses trois filles sont toutes décorées de l'ordre de Sainte-Catherine.
Le 15 août suivant, Wilhelmine-Louise se convertit à la religion orthodoxe russe et prend le nom de Natalia Alekseïevna. Le lendemain, les fiançailles des deux jeunes gens sont célébrées avec ostentation.

### Le mariage

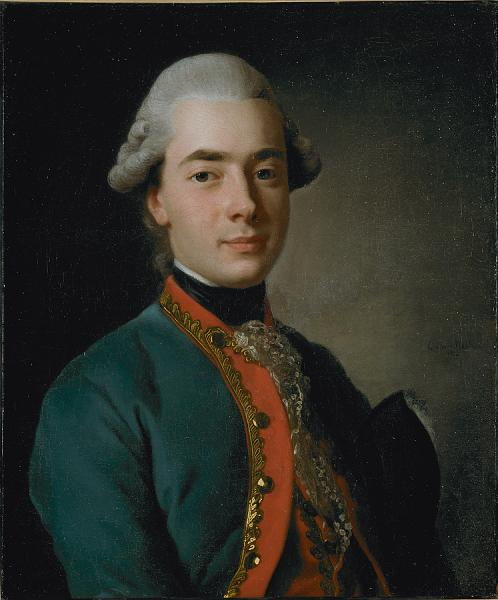
Andreï Kirillovitch Razoumovski, amant de la grande-duchesse Natalia Alekseïevna

Le mariage du tsarévitch et de la jeune princesse est célébré le 20 septembre 1773, en l'église de La Nativité-de-la-Vierge, située sur la perspective Nevski, à l'emplacement de l'actuelle cathédrale Notre-Dame-de-Kazan. Très vite, la princesse montre un caractère impérieux.

### Grand-duchesse de Russie
Au cours des premiers mois de son mariage, la grande-duchesse Natalia Alekseïevna anime la Cour par sa spontanéité et sa gaieté. Mais le temps passant, le mariage de Paul et de Natalia tourne à l'échec. La tsarine écrit que sa bru : « aime les extrêmes en toutes choses. Elle n'écoute aucun conseil et je ne vois en elle ni charme, ni esprit, ni raison ». La grande-duchesse refuse d'apprendre le russe et projette de prêter main-forte à son époux pour conquérir le trône. Sa déception de vie de femme et son désappointement à l'égard de son époux provoquent en elle un grand besoin d'accéder au pouvoir. Elle s'éprend du charmant André Razoumovski avec lequel elle entretient une liaison, très vite connue de la Cour. Razoumovski est alors censé quitter la Cour, mais le tsarévitch ignorant la situation proteste contre le départ de son meilleur ami. À la même période, la grande-duchesse tombe enceinte. Pour Catherine, que le père de l'enfant soit le tsarévitch ou Razoumovski ne l'inquiète pas, l'essentiel est que la grande-duchesse porte l'héritier du trône impérial.

### Décès et inhumation

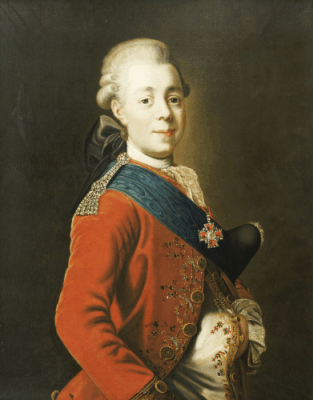
Le tsarévitch Pavel Petrovitch en 1777

Les premières douleurs apparaissent le 10 avril 1776 à quatre heures du matin. Malgré un travail long et douloureux, le nourrisson étant trop gros, la grande-duchesse est dans l'incapacité de mettre au monde son enfant et les médecins de la Cour ne pratiquent pas de césarienne. Après cinq jours de souffrances, l'enfant mort-né est finalement retiré du corps de la grande-duchesse Nathalie qui meurt peu après, le 15 avril. Elle est inhumée en l'église de l'Annonciation du monastère Saint-Alexandre-Nevski de Saint-Pétersbourg.

### La révélation des infidélités de la grande-duchesse
Après les funérailles de la grande-duchesse, le deuil à la Cour n'est pas proclamé. L'impératrice songe très vite à trouver une nouvelle épouse pour le tsarévitch, mais, inconsolable de la perte qu'il vient de subir, il refuse cette perspective. Cependant sa mère porte à sa connaissance la correspondance amoureuse de la défunte avec André Razoumovski, preuve irréfutable sur son comportement adultère.
Dès le 6 septembre suivant, le grand-duc héritier épouse une autre parente du roi de Prusse, la princesse Sophie-Dorothée de Wurtemberg.

## Sources
- (en) Cet article est partiellement ou en totalité issu de l’article de Wikipédia en anglais intitulé « Natalia Alexeievna of Russia » (voir la liste des auteurs).

- (ru) Cet article est partiellement ou en totalité issu de l’article de Wikipédia en russe intitulé « Наталья Алексеевна (великая княгиня) » (voir la liste des auteurs).